# Cachoeira do Tabuleiro
La catarata del Tabuleiro (en portugués: Cachoeira do Tabuleiro, que significa «catarata del Tablero») es una cascada de Brasil, situada en la serra do Espinhaço, en el municipio de Conceição do Mato Dentro. Es el salto más alto del Estado de Minas Gerais y el tercero de Brasil. Son 273 metros de caída libre formada a partir de un paredón de una belleza monumental (fue considerada por la Guía 4 Rodas de 2005 como la catarata más bonita de Brasil).
En la parte superior de la catarata hay otros saltos y lagos , y en el fondo, hay una gran piscina rodeada por enormes bloques de piedra, con 18 metros de profundidad. La cascada se encuentra en el corazón del Parque Estadual Serra do Intendente (declarado en 1998).